# اندری کوبولیف
اندری کوبولیف (انگلیسی: Andriy Kobolyev؛ زادهٔ ۱۶ اوت ۱۹۷۸) کارآفرین و مدیر ارشد اجرایی اوکراینی است، که در حال حاضر به‌عنوان مدیر عامل شرکت نفتوگاز فعالیت می‌نماید. نفتوگاز شرکت ملی نفت و گاز اکراین بشمار می‌آید، که با در اختیار داشتن بیش از ۱۷۵ هزار نفر نیروی انسانی، بزرگترین شرکت در حوزه انرژی این کشور محسوب می‌شود.